# Jakob Knoblauch
Jakob Knoblauch, genannt der Reiche, (* nicht bekannt; † 1. Oktober 1357 in Frankfurt am Main) war ein Patrizier und Bürgermeister in Frankfurt am Main.

## Herkunft
Die Familie Knoblauch gehörte zu den ältesten Patriziergeschlechtern Frankfurts. 1223 wird sie mit Konrad Knoblauch (Alleum), dem Sohn eines aus Wetzlar zugezogenen, aber wohl aus Frankfurter Familie stammenden Heinricus Alleum, erstmals in Frankfurt erwähnt, nur wenige Jahre nachdem Friedrich II. der Stadt die ersten Privilegien zur Selbstverwaltung eingeräumt hatte. Die Knoblauch waren eine der fünf eng miteinander verwandten Familien, die im 14. Jahrhundert in der Stubengesellschaft Alten Limpurg zusammengeschlossen waren und gemeinsam etwa die Hälfte aller Stadträte stellten. Von 1351 bis 1400 bekleideten zwölf Mitglieder der Familie Knoblauch das Frankfurter Bürgermeisteramt. 1693 starb das Geschlecht aus.

## Leben und Wirken
Jakob Knoblauch, ein Sohn des Frankfurter Schöffen Konrad II. Knoblauch und der Jutta de Wedera, wird erstmals 1315 urkundlich erwähnt und seit 1320 als Schöffe und Mitglied der ersten Bank des nach Anciennität organisierten Rates der Stadt genannt. 1323 wurde er erstmals zum Älteren Bürgermeister gewählt, einem Amt, das erst seit 1311 bestand.

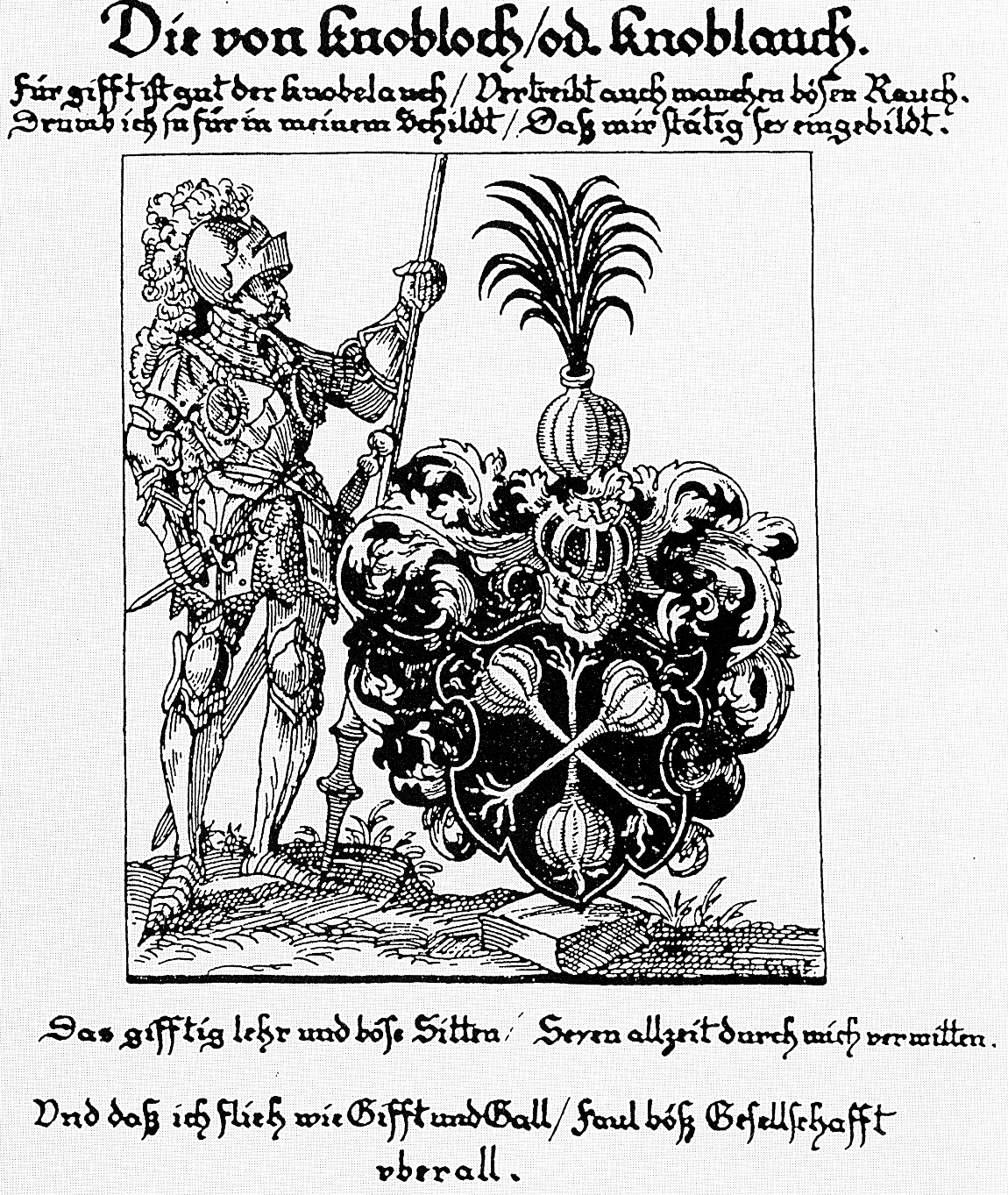
Künstlerische Darstellung des Wappens der
Familie Knoblauch im Jahr 1578

Jakob war ein politischer Vertrauter Kaiser Ludwigs des Bayern, dem die Stadt Frankfurt in seiner Auseinandersetzung mit dem Papst die Treue hielt. Im Gegenzug erwirkte die Stadt von ihm wichtige Privilegien, die ihre Selbständigkeit und ihre Position als Messe- und Handelszentrum sicherten. Knoblauch war Mitglied der Frankfurter Gesandtschaften, die 1329 in Pavia und 1330 in München mit Ludwig verhandelten und von ihm das Recht erhielten, alle in fremde Hand verpfändeten Reichsgüter in und um Frankfurt einzulösen. Außerdem bekam die Stadtgemeinde am 25. April 1330 das Geleitsrecht übertragen, welches den zur Frankfurter Messe reisenden Kaufleuten Zollfreiheit garantierte; im Gegenzug standen alle Messebesucher jeweils acht Tage vor und nach der Messe, also bei An- und Abreise, unter dem Schutz des Reiches, den die Stadt gewährleisten musste. Zusätzlich zur bisherigen Herbstmesse durfte nun auch im Frühjahr zur Fastenzeit eine 14 Tage dauernde Messe abgehalten werden, die hauptsächlich für den Handel mit Wintererzeugnissen wie Wolle oder Wein gedacht war.
1323 erwarb Knoblauch von Mechthild von Breuberg, der Witwe des letzten Breubergers Eberhard, ihre Hofstätte „die da stoſzent uf den Dypewek“ (= die auf den Diebsweg führt, den heutigen Marbachweg im Stadtteil Dornbusch). Knoblauch arrondierte das auf reichslehnbarem Gebiet gelegene Gut und erbaute dort einen durch Mauer und Graben geschützten wehrhaften Gutshof, den Knoblauchshof. Sein Sohn Jakob verkaufte den Hof 1396 für 800 Gulden an die Stadt. Von dem später als Kühhornshof bezeichneten Anwesen existiert heute noch ein Wehrturm auf dem Gelände des Hessischen Rundfunks.
Von den Töchtern Eberhard von Breubergs erwarb Knoblauch 1333 den Saalhof, die frühere staufische Reichsburg am Mainufer, die seit 1267 an wechselnde Adelsgeschlechter aus der Umgebung Frankfurts verpfändet war. Die Einlösung des Pfandes durch einen Frankfurter Bürger war ein weiterer wichtiger Schritt zur städtischen Autonomie, da sich nunmehr kein auswärtiger Adelsherr mehr auf Dauer in einer burgartigen Residenz in der Stadt niederlassen konnte.
Knoblauch und seine Frau Drude erwarben den Saalhof mit den zugehörigen Gütern, darunter Oberrad, für 1800 Pfund Heller und ließen die ehemalige Burg in ein Handelskontor umbauen, das zu Messezeiten als Herberge für auswärtige Kaufleute und als Stapelplatz diente. 1334 ernannte ihn Kaiser Ludwig zum besundern Hofgesind und verlieh ihm 1339 zusammen mit dem Nürnberger Schultheißen Konrad Groß das Münzrecht. Knoblauch durfte Heller, ab 1340 Gulden und ab 1345 auch Turnosen prägen lassen und Wechselgeschäfte tätigen. 1346 ging die Kleingeldmünze an die Stadt über.
Nach der Wahl des Luxemburgers Karl IV. zum Gegenkönig 1346 übernahm Knoblauch nochmals wichtige diplomatische Aufgaben im Dienst der Stadt. Er wurde 1347 erneut Älterer Bürgermeister, nahm an den Verhandlungen teil, die zum Thronverzicht des Gegenkönigs Günther von Schwarzburg führten, und sicherte der Stadt, die bis zuletzt auf Seiten der Wittelsbacher Partei gestanden hatte, die Verständigung mit dem neuen Kaiser. Bereits 1349 nahm auch Karl IV. Knoblauch in sein Hofgesinde auf.
Jakob Knoblauch gehörte zusammen mit Siegfried zum Paradies, der 1349 seine Tochter Katharina geheiratet hatte, zu den bedeutendsten Frankfurter Politikern des 14. Jahrhunderts. Mit seiner ersten Frau, Elisabeth Frosch, hatte er zwei Söhne, Jakob d. Ä. und Heilmann, sowie drei Töchter, Clara (1354 verheiratet mit Hertwin von Stralenberg), Jutta (1355 verheiratet mit Salmann von Mainz) und Greta. Mit seiner zweiten Frau Drude Junge hatte er drei Söhne, Konrad, Adolf (verheiratet 1. mit Elisabeth Hartrad zu Waldeck von Dieburg, 2. mit Katharina Apotheker) und Jakob d. J. (verheiratet mit Hille Hartrad von Dieburg), sowie vier Töchter, Meckel (verheiratet mit Konrad zum Gießübel), Jutta (verheiratet mit Gipel von Ovenbach), Trude (1371 Nonne zu St. Katharinen in Frankfurt) und die schon erwähnte Katharina.

## Weblink
- Knoblauch, Jakob gen. der Reiche. Hessische Biografie. (Stand: 28. November 2023). In: Landesgeschichtliches Informationssystem Hessen (LAGIS).

| Personendaten    | Personendaten                                              |
| ---------------- | ---------------------------------------------------------- |
| NAME             | Knoblauch, Jakob                                           |
| KURZBESCHREIBUNG | deutscher Ratsherr und Bürgermeister von Frankfurt am Main |
| GEBURTSDATUM     | 13. Jahrhundert oder 14. Jahrhundert                       |
| STERBEDATUM      | 1. Oktober 1357                                            |
| STERBEORT        | Frankfurt am Main                                          |